# 托伊費爾斯坎普山
47°5′15″N 12°40′44″E / 47.08750°N 12.67889°E

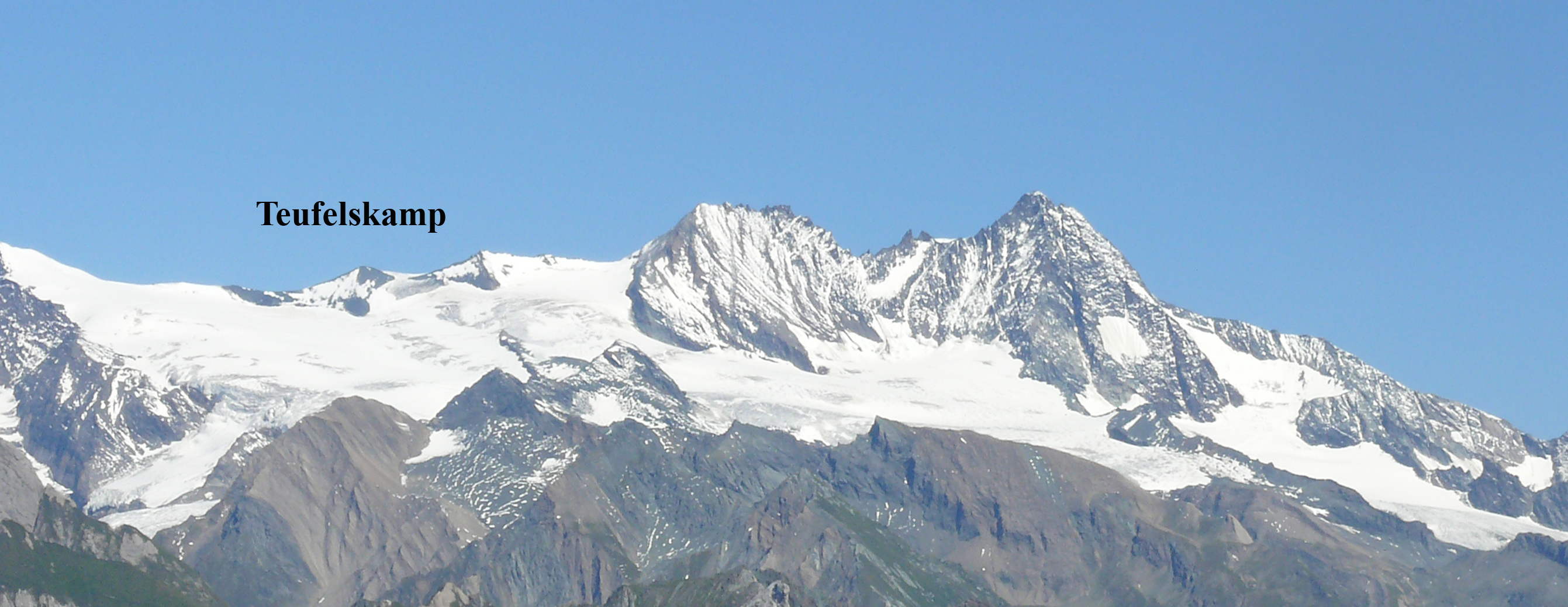

托伊費爾斯坎普山（德語：Teufelskamp），是奧地利的山峰，位於該國南部，處於克恩頓州和蒂羅爾州接壤的邊界，屬於格洛克納山脈的一部分，距離大格洛克納山0.3公里，海拔高度3,511米，每年平均降雨量2,073毫米，人類在1868年8月27日首次登頂。